# Géographie des États fédérés de Micronésie
Les États fédérés de Micronésie sont composés de 607 îles réparties sur 2 900 km à travers l’archipel des îles Carolines dans le Pacifique, à l’est des Philippines. Les îles sont divisées en quatre États, Yap, Chuuk (appelé Truk jusqu’en janvier 1990), Pohnpei (appelé Ponape jusqu’en 1984) et Kosrae. Les îles de Nukuoro et Kapingamarangi ne sont rattachées à aucun groupe ; bien qu’appartenant politiquement à la Micronésie, il s'agit d'exclaves polynésiennes.

## Localisation et frontières

### Localisation

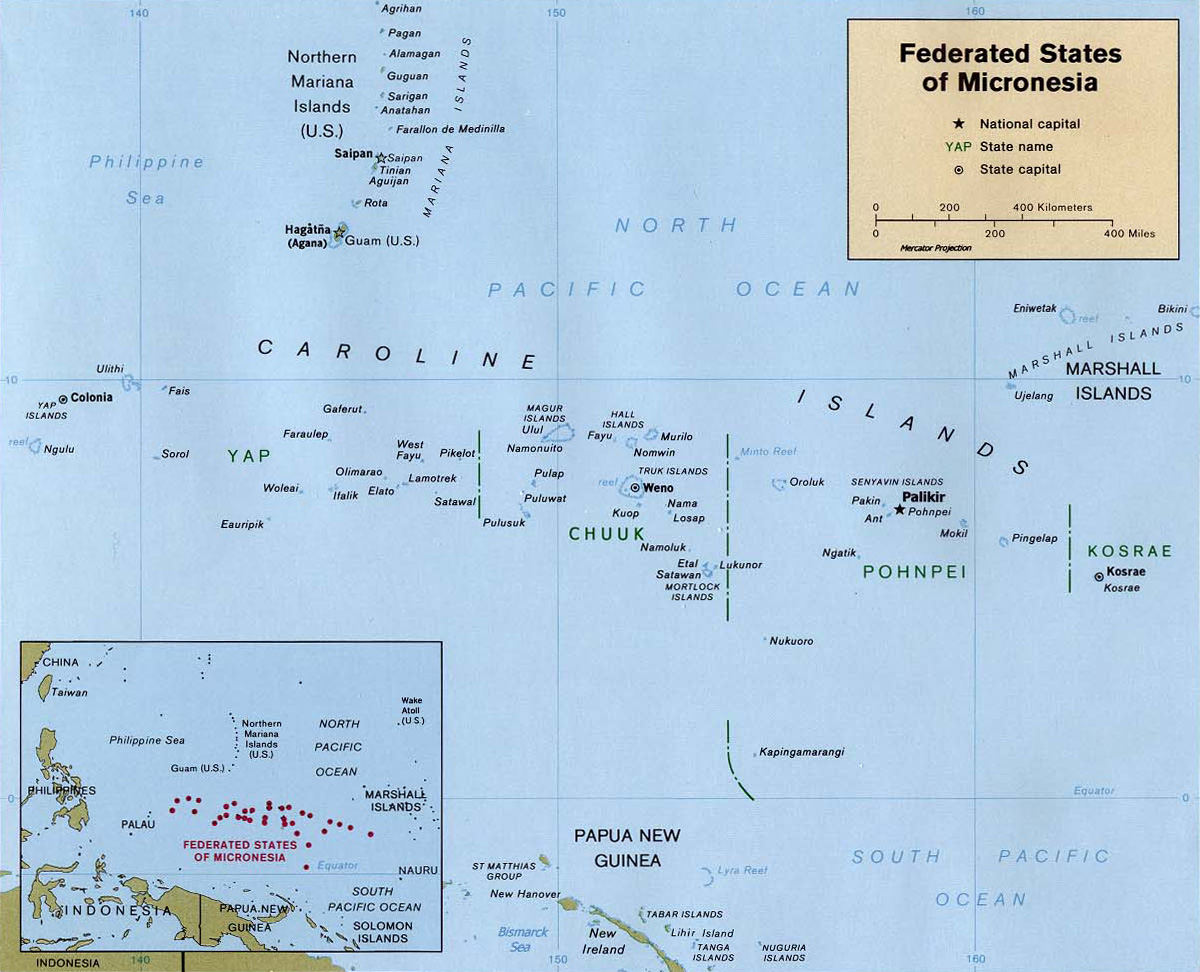
Carte des États fédérés de Micronésie

Les États fédérés de Micronésie sont composés de 607 îles, dont 65 habitées, pour une superficie des terres émergées de 702 km2. Elles sont réparties sur 2 860 km à travers l’archipel des îles Carolines, dans la région de Micronésie dans l'océan Pacifique, à l’est des Philippines, entre les latitudes 1° 01′ 28″ N et 10° 05′ 25″ N et les longitudes 137° 20′ 10″ E et 163° 02′ 13″ E.
Les îles sont réparties entre quatre États : Yap, Chuuk, Pohnpei et Kosrae. Bien qu’appartenant politiquement aux États fédérés de Micronésie, les îles de Nukuoro et Kapingamarangi n'appartiennent pas culturellement à la région de Micronésie. Ce sont des exclaves polynésiennes.

### Frontières
Les frontières des États fédérés de Micronésie sont exclusivement maritimes. Elles délimitent les zones économiques exclusives de la Micronésie (2 992 415 km2) dans la limite des 200 milles marins (environ 370 km) du fait de son accession à la Convention des Nations unies sur le droit de la mer le 29 avril 1991. Des frontières maritimes ont été délimitées avec les Îles Marshall au nord-est, avec la Papouasie-Nouvelle-Guinée au sud, avec Palaos au sud-ouest et avec les États-Unis par l'intermédiaire de Guam au nord-ouest, la distance entre ces territoires et les États fédérés de Micronésie étant inférieure à 400 milles marins. Le tracé actuel de la frontière avec les îles Marshall et Palaos a été fixé par deux traités bilatéraux signés à Majuro dans les îles Marshall le 5 juillet 2006. Il définit la frontière avec Palaos (plus de 740 km) sous la forme de segments reliant cinquante points géolocalisés, et celle avec les îles Marshall (environ 1 400 km) au moyen de segments reliant onze points,. La frontière avec l'île de Guam (environ 830 km) appartenant aux États-Unis est déterminée par un traité signé le 1er août 2014 à Koror à Palaos et fixant seize points reliés par des segments,. La frontière avec la Papouasie-Nouvelle-Guinée a fait l'objet d'un premier traité daté du 29 juillet 1991, et signé à Palikir dans l'État de Pohnpei, corrigé à la suite de l'avancée des moyens technologiques le 7 septembre 2015 à Port-Moresby en Papouasie-Nouvelle-Guinée,.

## Géologie et relief

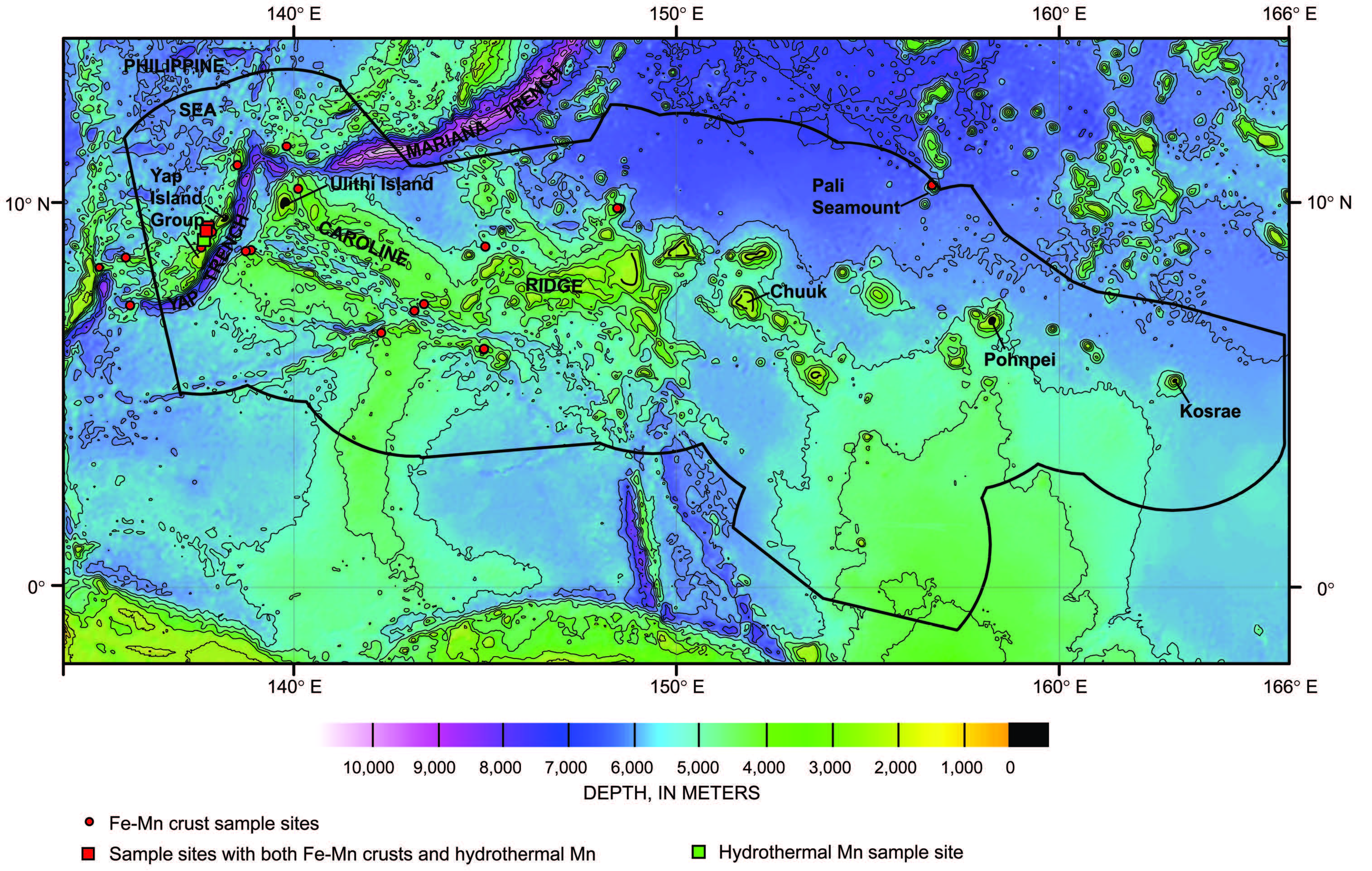
Carte bathymétrique de la zone économique exclusive (ZEE) des États fédérés de Micronésie ; la ligne noire montre la limite de la ZEE. L'intervalle de contour est de 500 mètres.

La Zone économique exclusive se divise en deux grandes provinces géologiques. La première est un réseau complexe d'anciens volcans et de crêtes qui composent la dorsale des Carolines longue de 2 500 km. La seconde est un système de zones de subduction d'arc volcanique comprenant la fosse de Yap, l'arc de Yap, la zone d'arrière-arc de la mer des Philippines et la marge sud du système de tranchées d'arc des Mariannes. En plusieurs endroits se trouvent des régions de plaine abyssale recouverte de sédiments. Le segment de la dorsale des Carolines qui s'étend de l'île de Kosrae aux îles Truk est constitué d'atolls et de monts sous-marins isolés, traces d'un point chaud actif il y a entre 12 millions et 1 million d'années. Le segment qui s'étend vers l'ouest des îles Truk à l'atoll d'Ifalik se compose de grands bancs de carbonate et d'atolls. Le segment allant de l'atoll d'Ifalik à la fosse de Yap se compose d'une grande crête en eau peu profonde (moins de 2 500 mètres) délimitée et coupée par des failles et de petits bassins d'expansion. L'origine des deux derniers segments est incertaine mais ils datent de 28 à 24 millions d'années.
La plupart des 607 îles des États fédérés de Micronésie sont des atolls coralliens de faible altitude, mais plusieurs d'entre elles sont des îles volcaniques. Dans ce cas, le degré de submersion détermine en partie le type de récif entourant les îles. 
L'État de Yap se compose de 78 îles, dont 12 forment les îles Yap. Ces dernières résultent d'un soulèvement de la plaque eurasienne, allongé d'environ 24 km de long, partiellement submergé et érodé, entouré d'un complexe à barrière de récifs frangeants et lagon,. Les terres émergées représentent 118,9 km² et la zone lagunaire 1 049 km². Les îles extérieures sont soit des atolls, soit des soulèvements coralliens.
L'État de Pohnpei se compose de l'île de Pohnpei, d'une superficie de 290 km² et de 26 autres petits îlots et atolls qui, ensemble, totalisent 55 km² de superficie. Toutes ces îles résultent du déversement de basalte volcanique depuis un point chaud au-dessous de la plaque du Pacifique. L'île de Pohnpei, formée il y a 5 millions d'années, est la seule à rester émergée. Les autres reliefs se sont enfoncés et sont surmontés d'un anneau d'atolls coralliens. La masse terrestre de Pohnpei est composée de basalte volcanique noir. Montagneuse et accidentée, elle abrite les plus hauts sommets : Totolom (Dolohmwar) à 791 m et le mont Nahna Laud à 798 m. Son lagon ceinturé par une barrière de corail s'étend sur 858 km².
L'État de Chuuk se compose de 290 îles réparties en cinq groupes, le plus grand étant les îles Truk, pour une superficie totale des terres émergées de 127,5 km². Toutes les îles à l'extérieur du lagon des îles Truk sont coralliennes et toutes sauf une sont des îles basses situées sur les barrières de corail des atolls. Parmi les 98 îles du groupe des îles Truk, dispersées dans un lagon triangulaire de 2 129 km² ceinturé par une barrière de corail de 201 km de long, 19 sont d'origine volcanique et se trouvent au sommet d'un volcan bouclier submergé,. Elles sont principalement constituées de roches volcaniques extrusives, les plus courantes étant les basaltes et les andésites basaltiques. Quelques-unes ont des récifs frangeants. L'altitude maximale est de 442 m. Les atolls des îles Truk sont des récifs de calcaire organique reposant sur des montagnes volcaniques.
L'île de Kosrae, vestige d'un volcan aujourd'hui éteint apparu il y a 1,5 million d'années, a 111,9 km² de terres, un récif frangeant mais pas de lagon,. La masse terrestre est constituée de basalte volcanique noir et s'élève jusqu'à une altitude maximale de 629 m au mont Finkol. Les flancs des montagnes sont très escarpés et les pics acérés.

## Climat
Le climat des États fédérés de Micronésie est tropical en raison de son emplacement dans la zone ouest de l'Océan Pacifique et de la forte influence des alizés du nord-est qui prévalent généralement de décembre à avril. La plupart des îles ont une saison sèche entre novembre et avril et une saison humide entre mai et octobre,, mais le climat varie considérablement d'une année sur l'autre en raison de l'El Niño – Oscillation australe.
Les saisons sont particulièrement prononcées dans l'île de Weno en raison de changements dans le système éolien alors qu'elles le sont peu sur l'île de Pohnpei en raison de sa proximité avec la zone de convergence intertropicale. Cette île, notamment l'intérieur des terres, est en règle générale couverte de nuages. Un ciel totalement dégagé peut ne représenter qu'un ou deux jours par an.
L'humidité, élevée, est en moyenne de 85 %. Les îles, en particulier dans les États de l'ouest (Yap et Chuuk), en conséquence des phases chaudes et froides de l'El Niño – Oscillation australe, sont généralement affectées par des précipitations excessives pendant la mousson du Pacifique Ouest de décembre à mars et des périodes de sécheresse,. Dans l’État de Yap, le plus concerné par ces phénomènes météorologiques, les périodes de sécheresse, résultantes de La Niña, sont possiblement plus fréquentes,. D'une manière générale, le volume des précipitations augmente d'ouest en est et du nord vers le sud et les pluies ont principalement lieu pendant la saison humide de mai à novembre lorsque la zone de convergence intertropicale est la plus forte et la plus au nord,. Cependant, dans les états de l'ouest du pays (Pohnpei et Kosrae), la zone de convergence intertropicale entraîne moins de précipitations pendant les événements El Niño et plus pendant La Niña. Yap est l’État qui reçoit le moins de précipitations, avec des moyennes annuelles d'environ 3 100 mm. Chuuk reçoit environ 3 556 mm, Pohnpei un peu moins de 4 826 mm et Kosrae environ 5 156 mm. Mais, l'intérieur montagneux de Kosrae peut recevoir jusqu'à 7 500 mm.
Des sécheresses, parfois accompagnées d'incendies, de pénuries d'eau et alimentaires, des cyclones tropicaux, des vagues de tempête, des inondations et des glissements de terrain affectent les États fédérés de Micronésie. Les États fédérés de Micronésie sont situés sur le bord sud de la ceinture des cyclones tropicaux. Bien que la plupart des cyclones soient à un stade de formation sur le territoire micronésien, celui-ci peut subir de violentes tempêtes entre juillet et novembre. Plus les îles sont situées vers l'ouest, plus elles sont susceptibles de subir le passage des cyclones. Kosrae, l’État le plus à l'est, n'a pas été touché par un cyclone depuis 1905,. 248 cyclones ont traversé la zone économique exclusive du pays entre 1977 et 2010.
Sur le territoire micronésien, la température moyenne annuelle de l'air est de 27,1 °C sur la période 1901-2019. Elle varie peu tout au long de l'année, moins de 1,5 °C entre les mois moyens les plus chauds et les plus frais, principalement en raison de la température de surface de la mer autour des îles. La température de l'air est généralement comprise entre 25,5 °C la nuit et 31 °C le jour. Les courants océaniques autour de Pohnpei viennent de l'est et font partie du courant nord-équatorial. La température de l'océan est de 29,4 °C en surface, l'une des plus élevées au monde.
Avec le changement climatique, la température moyenne va augmenter ainsi que les épisodes de températures très élevées, la fréquence des sécheresses va diminuer et les précipitations annuelles moyennes vont croître. Le niveau de la mer continuera d'augmenter et l'acidification des océans devrait se poursuivre. Les typhons devraient être moins fréquents mais plus intenses.

## Environnement

### Faune et flore
D'une manière générale, la végétation des atolls est essentiellement constituée de cocotiers, d'arbres à pain, de pandanus et de plantes côtières qui peuvent survivre dans des sols sablonneux. Les hautes îles volcaniques sont généralement bordées de mangroves établies sur des vasières, comportent des cocotiers sur les pentes et une végétation mixte sur les hautes terres. Le sol, un peu plus riche que dans les atolls, est capable de supporter une plus grande variété de plantes. Toutefois, la couche arable est mince, souvent très érodée et, au mieux, modérément fertile.
Les États fédérés de Micronésie sont couverts par deux écorégions. L'écorégion de la forêt tropicale sèche de Yap concerne les îles les plus à l'ouest de l'État de Yap. La végétation dominante sont les forêts sauvages de feuillus, de la mangrove et des marécages (40 % de la superficie en 1976), la savane (22 %) et les agroforêts (26 %). Dans cette écorégion sujette à de fortes sécheresses, l'occupation humaine et les incendies de forêt dont elle est à l'origine ont abouti à la formation de savanes. Les mangroves des îles Yap sont particulièrement diversifiées en palétuviers.
L'écorégion de la forêt tropicale humide des Carolines comprend l'ensemble des autres territoires du pays. Les forêts de feuillus mixtes constituent la végétation dominante sur les hautes îles volcaniques. Les activités humaines dans les basses terres et notamment les défrichements ont fait disparaître les deux tiers de la végétation indigène en 20 ans à la fin du XXe siècle. La végétation des basses terres sur les îles hautes volcaniques est dominée par les mangroves et les forêts marécageuses. À partir de 450 m, sur les îles de Pohnpei et Kosrae, prospèrent des forêts de nuage montagnardes. Elles sont parmi les plus basses du monde. L'isolement et la distance provoquent un fort endémisme dans cette écorégion, par exemple au sein des reptiles, des chauve-souris et des oiseaux.
Les écosystèmes marins sont très diversifiés, largement inexplorés, comme par exemple la fosse des Mariannes, et protègent certaines des populations restantes les plus saines de nombreuses espèces mondialement menacées. Le lagon des îles Truk est l'un des plus grands (3 130 km2) et des plus profonds (60 m) au monde. De petites îles de l'atoll d'Ulithi abritent la plus grande grande colonie de tortues vertes (Chelonia mydas) subsistant dans le Pacifique insulaire. Les eaux hauturières du pays sont riches en thon. D'importantes colonies d'oiseaux marins vivent sur des îles isolées.

### Menaces sur l'environnement
Les activités humaines impactent durablement les sols marins et terrestres. Le premier accord du Traité de libre association a entraîné la construction de multiples infrastructures et une urbanisation. Or, les dragages détruisent les récifs coralliens ou provoquent, par la mobilisation de sédiments, un bouleversement de l'écosystème ou la mort des coraux. La construction des routes et les défrichements de terrains à des fins de construction perturbent les écosystèmes. Le défrichement des forêts pour le kava et d'autres cultures constitue également un problème important.
Une autre menace est la pollution de l'eau et des terres en raison du manque, de l'absence ou du défaut d'entretien des structures pour l'enfouissement et l'élimination des déchets. Les activités économiques humaines dégradent également par l'érosion ou la sédimentation les zones d'eau douce, côtières et marines.
La surpêche et la chasse excessive sont parmi les principales menaces sur l'environnement. Elles concernent l'ensemble du territoire. La baisse des financements américains par le biais du Traité de libre-association, alors que la croissance démographique se poursuit, ont provoqué un ralentissement général de l'économie. Bien qu'une partie de la population émigre, la pression sur les ressources naturelles, nécessaires à la survie de nombre de Micronésiens, se fait plus forte. En outre, une pêche commerciale côtière, pratiquée pour l'accession à des biens matériels, ne permet pas la plupart du temps un maintien de la ressource. La biodiversité marine est également mise en danger par le recours à la pêche à la dynamite pour récolter de grandes quantités de poissons à la fois dans les zones à faible densité. La situation est exacerbée par l'effondrement des systèmes fonciers et maritimes coutumiers et de gestion traditionnels, notamment la stratification sociale, le territorialisme, la répartition des ressources, les limitations de récolte et des sanctions efficaces. Au début des années 2000, le cadre légal sur l'exploitation des ressources et la protection de l'environnement est défaillant ou inexistant.
Les espèces invasives constituent une menace croissante. Du milieu du XVIIIe siècle à la fin du XXe siècle, plus de 457 nouvelles plantes et animaux ont été introduits. Parmi eux, dix vertébrés terrestres et vingt-cinq plantes sont jugés problématiques.
Le changement climatique concerne aussi particulièrement cet État archipélagique, en particulier les îles coralliennes basses. Il est soumis à l'érosion côtière, aggravée par des infrastructures côtières mal planifiées, à l'élévation du niveau de la mer, y compris l'augmentation des ondes de tempête et l'intrusion d'eau salée dans les écosystèmes d'eau douce. L'augmentation du niveau de la mer devrait affecter les zones de nidification des tortues et des oiseaux de mer, les forêts de mangroves et l'habitabilité humaine. Les États de Yap et Chuuk devraient être touchés par une augmentation progressive de la saison sèche avec des risques d'incendie concomitants. Phénomènes naturels, même s'ils peuvent être accentués par les activités humaines, l'escarpement des îles volcaniques entraîne des érosions importantes et des glissements de terrain.

### Politique environnementale
Avant l'indépendance, il n'existe qu'un seul agent de conservation de l'environnement pour l'ensemble du Territoire sous tutelle des îles du Pacifique. En 1999, le gouvernement micronésien a mis à jour sa stratégie dans ce domaine pour l'intégrer aux négociations avec les États-Unis pour le renouvellement du Traité de libre association. En 2002 est achevé la stratégie et le plan d'action nationaux pour la biodiversité. L'un des thèmes majeurs est « est la gestion des écosystèmes conçue pour protéger et gérer durablement une représentation complète des écosystèmes marins, d'eau douce et terrestres »
Les États fédérés de Micronésie sont partie à plusieurs conventions environnementales : Convention sur la diversité biologique, ENMOD, Convention de Bâle sur les déchets dangereux, droit de la mer, protection de la couche d'ozone, Protocole de Kyoto.